# Херефорд
Херефорд (енгл. Hereford) је град у Уједињеном Краљевству у Енглеској. Према процени из 2007. у граду је живело 59.092 становника.

## Становништво
Према процени, у граду је 2008. живело 59.092 становника.
| 1981.  | 1991.  | 2001.  |
| ------ | ------ | ------ |
| 48,277 | 54,326 | 56,373 |